# Rafael Figueró i Delmunts
Rafael Figueró i Delmunts (Manlleu, 1642 – Barcelona, 1726) fou un impressor català establert a Barcelona, actiu des de 1665 i fins poc abans de la seva mort. Tenia el taller al carrer dels Cotoners, però una bomba que hi caigué durant el setge de Barcelona de 1714 l'obligà a traslladar-se al carrer de la Bòria. Va ser l'impressor oficial de la majoria d'institucions polítiques de Catalunya, com la Diputació del General, la Tresoreria Reial i el Braç Militar. L'any 1706 el rei Carles III d'Aragó el nomenà impressor reial a Catalunya.
El seu fill, Rafael Figueró i Jolis (1669-1717), amb qui no s'ha de confondre, va col·laborar activament en el creixement del negoci patern, fins al punt que el 1693 va fer un viatge a Venècia amb la intenció d'aprendre a fondre tipus de lletra i de comprar matrius. Amb tot, el fill mai va arribar a heretar el taller ni a tenir-ne de propi, ja que va premorir al seu pare. És per això que la mort sense descendència de Rafael Figueró el 1726 va comportar la desaparició de la impremta.
Rafael Figueró va ser, sens dubte, l'impressor català més important de l'època moderna, tant des d'un punt de vista quantitatiu com qualitatiu. Entre els nombrosos llibres que va editar, cal destacar importants obres de legislació (com, per exemple, les Constitucions de Catalunya de 1702 i de 1706); de jurisprudència (diversos volums de Decisions de juristes catalans, com Miquel de Calderó o Bonaventura de Tristany); d'economia, com el Fenix de Cataluña, de Narcís Feliu de la Penya; panegírics com las Nenias Reales, dedicades per l'Acadèmia dels Desconfiats al rei Carles II de Castella; així com obres de propaganda política (com l'Escudo de la Verdad o el Despertador de Catalunya). A més, va destacar com l'impressor més prolífic pel que fa a l'edició de premsa i, de fet, l'any 1695 va crear la Gazeta de Barcelona, la primera publicació periòdica autòctona de Catalunya, la qual, a través de diferents etapes, va existir fins a principi del segle xix. Durant el setge de Barcelona de 1714 va rebre l'encàrrec d'imprimir el Diario del sitio y defensa de Barcelona, l'òrgan propagandístic de la resistència catalana contra Felip V.
El CRAI Biblioteca de Fons Antic de la Universitat de Barcelona conserva més de 700 obres publicades per Figueró, així com diversos exemples de les seves marques d'impressor que el que van identificar al llarg de la seva trajectòria professional.